# YAMA SpA
 (septembre 2021).
Si vous disposez d'ouvrages ou d'articles de référence ou si vous connaissez des sites web de qualité traitant du thème abordé ici, merci de compléter l'article en donnant les références utiles à sa vérifiabilité et en les liant à la section « Notes et références ».
YAMA Industrial Group SpA est un groupe industriel italien spécialisé dans la production et la distribution de machines, composants et accessoires pour le jardinage, l'agriculture, la sylviculture et l'industrie.

## Histoire
En 1989, plusieurs entrepreneurs italiens décident de regrouper leurs activités et intérêts dans une seule entité pour créer un groupe puissant baptisé Yama S.p.A.. Yama est un mot d'origine japonaise qui a une double signification : montagne et force. C'est ainsi qu'est né, au sein de l'extraordinaire secteur des petites et moyennes entreprises italiennes, un groupe industriel et commercial qui, en moins de dix ans, s'est considérablement développé pour compter, en 2021, plus de 46 sociétés avec 2 300 salariés, exportant sur les cinq continents plus de 75% de ses productions.
Avec son rapide développement, la société YAMA SpA d'origine s'est transformée en holding nommée Yama Industrial Group SpA est devenue le pôle le plus important d'Italie dans la conception, la production et la commercialisation de petites machines pour l’agriculture, le jardinage, les travaux forestiers et leurs composants.

## Composition du groupe YAMA SpA
YAMA Industrial Group S.p.A. est une holding qui regroupe 46 entreprises réparties dans les sociétés suivantes :
- Emak Group SpA (65,2%) - c'est la plus importante participation de la holding. Emak Group SpA comprend 3 divisions :
  - Outdoor Power Equipment (OPE) - cette division regroupe 10 sociétés spécialisées dans les matériels de jardinage, tronçonneuses, débroussailleuses, tondeuses, tracteurs de jardin, motoculteurs, broyeurs et divers engins de transport, distribués sous les marques : Oleo-Mac, Efco, Bertolini, Nibbi et Staub (en France),
  - Pumps & High Pressure Water Jetting (PWJ) - cette division regroupe 17 sociétés spécialisées dans les matériels pour l’agriculture comme les pompes centrifuges et à membrane pour l’irrigation et l'arrosage, pour l’industrie, les installations haute et très haute pression, les machines d’urban cleaning (nettoyage et lavage urbain) et, pour les professionnels et semi-professionnels, les machines de lavage et essuyage des sols, distribués sous les marques : Cifarelli (détenue à 30 %), Comet, SI. Agro Mexico (85 %), PTC S.r.l (90 %), Lemasa, Lavor, Master Fluid, Geoline Electronic et Spraycom (51 %),
  - Composants et Accessoires (C&A) - cette division regroupe 9 sociétés spécialisées dans la fourniture d'accessoires et composants pour la maintenance de tous les matériels fabriqués par les deux divisions produits, distribués sous les marques : Sabart, Tecomec, Geoline (51 %), Markusson (51 %), Speed France SAS et Agres (91 %).

Emak SpA dispose également de 2 entités en Chine : Emak Tailong et Emak Jiangmen et de Staub (motoculture) en France.
- Yama Immobiliare SpA - Service qui gère le patrimoine immobilier industriel de chaque société de la holding.
- Comet Group SpA - Groupe industriel spécialiste des pompes haute et très haute pression pour l'agriculture et l'industrie.
- Lavorwash Group SpA - Groupe industriel spécialiste du nettoyage par eau sous pression et aspiration d'eau. Machines d'intérieur et pour les voies de circulation.
- Tecomec Group SpA - Groupe spécialisé dans la production des accessoires et composants de maintenance pour les machines agricoles, irrigation et nettoyage avec eau sous pression.

## Certifications
Emak a obtenu des certifications dans le domaine de la durabilité des entreprises: UNI EN ISO 9001: 2008 pour la qualité; UNI EN ISO 14001: 2004 pour l'environnement.